# Typhlodromus miyarai
Typhlodromus miyarai är en spindeldjursart som beskrevs av Ehara 1967. Typhlodromus miyarai ingår i släktet Typhlodromus och familjen Phytoseiidae. Inga underarter finns listade i Catalogue of Life.